# Бенингтон (Канзас)
Бенингтон (енгл. Bennington) град је у америчкој савезној држави Канзас.

## Демографија
По попису из 2010. године број становника је 672, што је 49 (7,9%) становника више него 2000. године.
| Група             | 2000.       | 2010.       |
| Белци             | 606 (97,3%) | 652 (97,0%) |
| Афроамериканци    | 1 (0,2%)    | 2 (0,3%)    |
| Азијати           | 1 (0,2%)    | 0 (0,0%)    |
| Хиспаноамериканци | 6 (1,0%)    | 13 (1,9%)   |
| Укупно            | 623         | 672         |